# Turniej o Złoty Kask 1963
Turniej o Złoty Kask 1963 – rozegrany w sezonie 1963 turniej żużlowy z cyklu rozgrywek o „Złoty Kask”. Wygrał Joachim Maj, drugi był Stanisław Tkocz i Henryk Żyto stanął na najniższym stopniu.

## Wyniki
Czołówka piątka

### I turniej
- 27 kwietnia 1963 r. (sobota), Gorzów Wielkopolski

| Msc. | Zawodnik            | Klub                 | Pkt |  |  |
| ---- | ------------------- | -------------------- | --- |  |  |
| 1    | Stanisław Tkocz     | Górnik Rybnik        | 15  |  |  |
| 2    | Mieczysław Połukard | Polonia Bydgoszcz    | 12  |  |  |
| 3    | Henryk Żyto         | Unia Leszno          | 11  |  |  |
| 4    | Bronisław Rogal     | Stal Gorzów Wlkp.    | 10  |  |  |
| 5    | Paweł Waloszek      | Śląsk Świętochłowice | 10  |  |  |

### II turniej
- 25 maja 1963 r. (sobota), Rybnik

| Msc. | Zawodnik            | Klub                 | Pkt |  |  |
| ---- | ------------------- | -------------------- | --- |  |  |
| 1    | Stanisław Tkocz     | Górnik Rybnik        | 15  |  |  |
| 2    | Mieczysław Połukard | Polonia Bydgoszcz    | 13  |  |  |
| 3    | Paweł Waloszek      | Śląsk Świętochłowice | 13  |  |  |
| 4    | Joachim Maj         | Górnik Rybnik        | 11  |  |  |
| 5    | Henryk Żyto         | Unia Leszno          | 10  |  |  |

### III turniej
- 8 czerwca 1963 r. (sobota), Leszno

| Msc. | Zawodnik       | Klub                 | Pkt |  |  |
| ---- | -------------- | -------------------- | --- |  |  |
| 1    | Joachim Maj    | Górnik Rybnik        | 14  |  |  |
| 2    | Antoni Woryna  | Górnik Rybnik        | 12  |  |  |
| 3    | Marian Kaiser  | Wybrzeże Gdańsk      | 12  |  |  |
| 4    | Henryk Żyto    | Unia Leszno          | 10  |  |  |
| 5    | Paweł Waloszek | Śląsk Świętochłowice | 9   |  |  |

### IV turniej
- 6 lipca 1963 r. (sobota), Bydgoszcz

| Msc. | Zawodnik        | Klub          | Pkt |  |  |
| ---- | --------------- | ------------- | --- |  |  |
| 1    | Florian Kapała  | Stal Rzeszów  | 13  |  |  |
| 2    | Joachim Maj     | Górnik Rybnik | 13  |  |  |
| 3    | Stanisław Tkocz | Górnik Rybnik | 12  |  |  |
| 4    | Antoni Woryna   | Górnik Rybnik | 12  |  |  |
| 5    | Henryk Żyto     | Unia Leszno   | 9   |  |  |

### V turniej
- 27 lipca 1963 r. (sobota), Świętochłowice

| Msc. | Zawodnik        | Klub                 | Pkt |  |  |
| ---- | --------------- | -------------------- | --- |  |  |
| 1    | Joachim Maj     | Górnik Rybnik        | 15  |  |  |
| 2    | Paweł Waloszek  | Śląsk Świętochłowice | 14  |  |  |
| 3    | Henryk Żyto     | Unia Leszno          | 13  |  |  |
| 4    | Stanisław Tkocz | Górnik Rybnik        | 11  |  |  |
| 5    | Florian Kapała  | Stal Rzeszów         | 11  |  |  |

### VI turniej
- 21 września 1963 r. (sobota), Wrocław

| Msc. | Zawodnik           | Klub           | Pkt |  |  |
| ---- | ------------------ | -------------- | --- |  |  |
| 1    | Joachim Maj        | Górnik Rybnik  | 15  |  |  |
| 2    | Stanisław Tkocz    | Górnik Rybnik  | 13  |  |  |
| 3    | Henryk Żyto        | Unia Leszno    | 11  |  |  |
| 4    | Antoni Woryna      | Górnik Rybnik  | 11  |  |  |
| 5    | Jerzy Trzeszkowski | Sparta Wrocław | 10  |  |  |

## Klasyfikacja końcowa
Uwaga!: Odliczono jeden najgorszy wynik.
| Poz | Zawodnik            | Klub                  | GOR | RYB | LES | BDG | ŚWI | WRO | Punkty |
| --- | ------------------- | --------------------- | --- | --- | --- | --- | --- | --- | ------ |
| 1   | Joachim Maj         | Górnik Rybnik         | 9   | 11  | 14  | 13  | 15  | 15  | 68     |
| 2   | Stanisław Tkocz     | Górnik Rybnik         | 15  | 15  | 8   | 12  | 11  | 13  | 66     |
| 3   | Henryk Żyto         | Unia Leszno           | 11  | 10  | 10  | 9   | 13  | 11  | 55     |
| 4   | Paweł Waloszek      | Śląsk Świętochłowice  | 10  | 13  | 9   | –   | 14  | 9   | 55     |
| 5   | Antoni Woryna       | Górnik Rybnik         | –   | 9   | 12  | 12  | 10  | 11  | 54     |
| 6   | Marian Kaiser       | Wybrzeże Gdańsk       | 10  | 9   | 12  | 6   | 10  | –   | 47     |
| 7   | Bronisław Rogal     | Stal Gorzów Wlkp.     | 10  | 5   | 8   | 7   | 3   | 8   | 38     |
| 8   | Andrzej Pogorzelski | Stal Gorzów Wlkp.     | 9   | 4   | 2   | 6   | –   | 9   | 30     |
| 9   | Stanisław Rurarz    | Włókniarz Częstochowa | 3   | 8   | 6   | 6   | 4   | 3   | 27     |
| 10  | Jan Mucha           | Śląsk Świętochłowice  | 0   | 6   | 9   | 2   | 6   | 2   | 25     |
| 11  | Stefan Kępa         | Stal Rzeszów          | 7   | 1   | 1   | 8   | 2   | 4   | 22     |
| 12  | Jan Kusiak          | Unia Leszno           | 3   | 2   | 7   | 4   | –   | 5   | 21     |
| 13  | Edmund Migoś        | Stal Gorzów Wlkp.     | 7   | 1   | 5   | 3   | 3   | 3   | 21     |

| Kolor    | Wynik      |
| -------- | ---------- |
| Złoty    | Zwycięzca  |
| Srebrny  | 2. miejsce |
| Brązowy  | 3. miejsce |
| Limanowy | 4. miejsce |
| cyjan    | 5. miejsce |